# Sövestads socken
Sövestads socken i Skåne ingick i Herrestads härad, ingår sedan 1971 i Ystads kommun och motsvarar från 2016 Sövestads distrikt.
Socknens areal är 42,92 kvadratkilometer varav 39,41 land. År 2000 fanns här 601 invånare. Krageholms slott, Bellinga slott samt tätorten Sövestad med sockenkyrkan Sövestads kyrka ligger i socknen. 

## Administrativ historik
Socknen har medeltida ursprung. 
Vid kommunreformen 1862 övergick socknens ansvar för de kyrkliga frågorna till Sövestads församling och för de borgerliga frågorna bildades Sövestads landskommun. Landskommunen uppgick 1952 i Herrestads landskommun som uppgick 1971 i Ystads kommun. Församlingen uppgick 2002 i Sövestadsbygdens församling.
1 januari 2016 inrättades distriktet Sövestad, med samma omfattning som församlingen hade 1999/2000.  
Socknen har tillhört län, fögderier, tingslag och domsagor enligt vad som beskrivs i artikeln Herrestads härad. De indelta soldaterna tillhörde Södra skånska infanteriregementet, Herresta kompani.

## Geografi
Sövestads socken ligger norr om Ystad kring Svartån och Krageholmssjön med Ellestadssjön i nordväst. Socknen är en småkuperad odlingsbygd med lövskogar i väster.

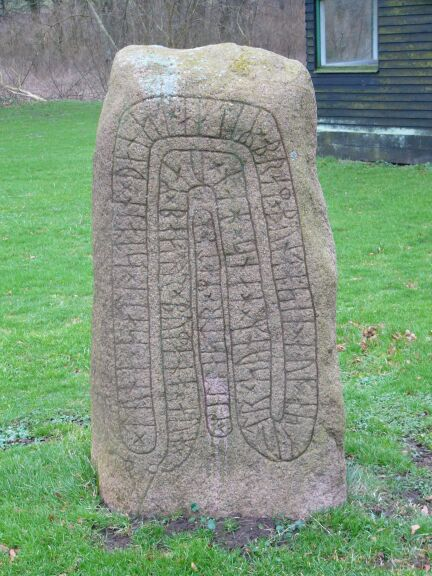
Runsten Sövestadstenen 2 vid Krageholms slott

## Fornlämningar
Från stenåldern är boplatser funna. Från bronsåldern finns gravhögar. Från järnåldern finns stensättningar. En runsten och en bildsten finns här. 

## Namnet
Namnet skrevs i mitten av 1100-talet Seuestathum och kommer från kyrkbyn. Efterleden är sta(d), 'plats; ställe'. Förleden kan innehålla säwi, 'fuktighet' syftande på sankmarker norr om kyrkan.